# Новак, Томаш
То́маш Но́вак (пол. Tomasz Nowak; 30 октября 1985, Косьцян, Польша) — польский футболист, полузащитник клуба «Заглембе» (Сосновец).

## Карьера
Томаш Новак начал свою карьеру в «Обре» из Косьцяна, затем играл за юниорскую команду клуба «Амика», который в июле 2003 года, завоевала серебряную медаль в польском чемпионате. Играл за польские команды «Корона», «Полония», «Гурник», «Лодзь». Сезон 2012 провёл в составе белорусского клуба «Гомель».
Сыграл 3 матча за национальную сборную Польши. Забил 1 гол, отдал 1 голевую передачу